# 川尻将由
川尻 将由（かわじり まさなお、1987年 - ）は、日本のアニメーション監督。

## 来歴
鹿児島県出身。大阪芸術大学映像学科卒業。
原恵一監督の影響でアニメの道に進み、25歳でアニメ『ステラ女学院高等科C3部』の監督を務める。『ある日本の絵描き少年』で数々の賞を受賞し、『CHERRY AND VIRGIN』が初の長編商業映画となる。

## 参加作品

### テレビアニメ
- ダンタリアンの書架（2011年、美術）

- バックステージ・アイドル・ストーリー（2012年、オープニングCG）
- ステラ女学院高等科C3部（2013年、監督、OP絵コンテ・演出）
- 魔法少女大戦（2014年、CG監督、背景・CG）
- 想いのかけら（2015年、3DCG〈2分版〉、CG〈25分版〉）

### Webアニメ
- 政宗ダテニクル（2016年、3DCG）

### アニメ映画
- 砂ノ灯（2017年、3DCG＆撮影）
- ある日本の絵描き少年（2018年、監督・脚本）
- CHERRY AND VIRGIN（制作中、監督）[5][6][7]

## 受賞歴
映画
- 『ある日本の絵描き少年』
  - 第40回ぴあフィルムフェスティバル
    - 準グランプリ
    - ジェムストーン賞(日活賞)

  - 第23回文化庁メディア芸術祭アニメーション部門
    - 優秀賞

  - 第74回毎日映画コンクール
    - 大藤信郎賞